# Casale di San Nicola
Il casale di San Nicola è situato a circa 2,5 km dal centro abitato di Bisceglie nelle immediate vicinanze della SS 16 per Molfetta.
Presenta un portale di origine arabeggiante (trofeo di guerra dell'epoca) opportunamente inserito nella cinta muraria, due grandi navate ad L ed un porticato di recente ricostruito che si affaccia nella corte interna di forma quadrangolare.
Il nome deriva dal Santo a cui è dedicato (San Nicola di Myra) in virtù di una chiesetta con abside a conci levigati, in seguito sconsacrata.